# Pletismografo

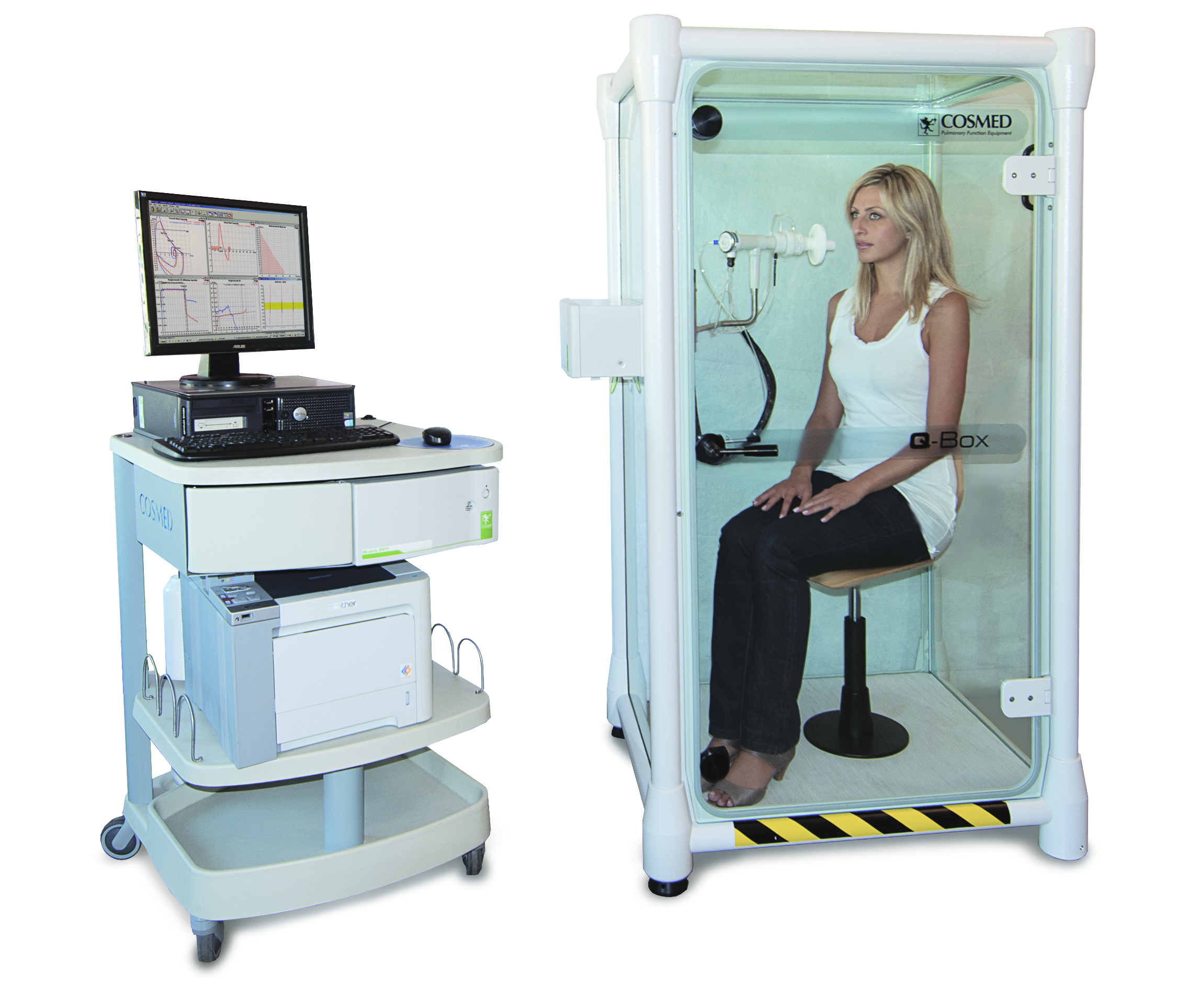
Misura dei Volumi Polmonari dentro una moderna Cabina Pletismografica

Il pletismografo (dal greco plēthysmòs=aumento, riempimento e gràphein=scrivere), è un'apparecchiatura medica utilizzata per la valutazione dei volumi polmonari. La metodica è chiamata pletismografia. Fu inventato da Angelo Mosso, fisiologo italiano (1846-1910), ma migliorato in maniera significativa da Amedeo Herlitzka, che ne è considerato il padre.

## Descrizione
L'apparecchio è composto da una cabina a pressione e temperatura controllate, nella quale il paziente siede e respira collegando la bocca ad uno pneumotacografo (misuratore di flusso dell'aria).

## Funzioni
Il pletismografo mette in relazione le variazioni di pressione nella cabina con le modificazioni del volume dell'aria presente nei polmoni sfruttando la legge di Boyle, la quale afferma che a temperatura costante (ovvero in condizioni isoterme) pressione e volume di un gas sono inversamente proporzionali, ovvero:
PV = k
essendo:
- P la pressione del gas
- V il volume del gas
- k una costante di proporzionalità.

In particolare è utile per misurare la quantità di aria presente nei polmoni dopo un'espirazione massimale (in modo da ottenere il valore del volume residuo).
Al termine di una espirazione a volume corrente un otturatore chiude il boccaglio e si chiede al paziente di compiere dei respiri brevi e frequenti.
Mentre il paziente tenta di inspirare, espande il gas contenuto nei polmoni e produce un aumento del volume polmonare e un conseguente incremento della pressione nella cabina (il gas della cabina diminuisce infatti di volume), mentre avviene il contrario quando tenta di espirare.
La variazione di pressione si misura alla bocca, mentre la variazione di volume viene dedotta dalla variazione di pressione nella cabina.
Conoscendo la pressione iniziale P, il suo incremento ΔP e la variazione di volume ΔV (3 valori su 4 termini) è possibile calcolare il volume iniziale V, mediante la legge di Boyle, essendo:
- PV=P'V'[1]

in cui:
- ΔP = P - P'
- ΔV = V' - V

se P > P' e V < V'.
Se invece P < P' e V > V', abbiamo:
- ΔP = P' - P
- ΔV = V - V'